# 서재규
서재규(1986년 8월 31일 ~ )는 대한민국의 배우이다.

## 학력
- 국제고등학교
- 한국예술종합학교 (휴학)

## 드라마
- 2016년 네이버TV 《악몽선생》 - 강상태 역
- 2019년 SBS 《녹두꽂》 - 이두황 역
- 2022년 티빙 돼지의 왕
- 2022년 SBS 《소방서 옆 경찰서》 - 염상구 역
- 2023년 JTBC 《기적의 형제》 - 강재수 역

## 영화
- 2014년 열여덟
- 2015년 폭력의 틈
- 2016년 사랑은 없다
- 2017년 서서평, 천천히 평온하게
- 2017년 포크레인
- 2017년 입하
- 2019년 난폭한 기록
- 2020년 더 씨엠알
- 2021년 아홉수 로맨스